# Yaku
Yaku (Japans: 屋久町, Yaku-chō) was een gemeente in het District Kumage, van de prefectuur Kagoshima, Japan. De gemeente bevond zich op de zuidelijke helft van het eiland Yakushima. Op 1 oktober 2007 werd de gemeente Yaku samengevoegd met Kamiyaku tot de nieuwe gemeente Yakushima. Deze nieuwe gemeente omvat het volledige eiland.
In 2005 had de gemeente 6947 inwoners. De bevolkingsdichtheid bedroeg 28,70 inw./km². De oppervlakte van de gemeente bedroeg 242,03 km².